# Morphisme
En mathématiques, en algèbre générale, un morphisme (ou homomorphisme) est une application entre deux structures algébriques de même espèce, c'est-à-dire des ensembles munis de lois de composition interne ou externe (par exemple deux groupes ou deux espaces vectoriels), qui préserve certaines propriétés en passant d'une structure à l'autre.
La notion de morphisme se généralise en  théorie des catégories où c'est l'un des concepts de base ; ce n'est alors pas nécessairement une application, mais une « flèche » reliant deux « objets » ou « structures » qui ne sont pas nécessairement des ensembles.

## Définitions

### Cas général (théorie des modèles)
Soient {\displaystyle {\mathcal {M}}} et {\displaystyle {\mathcal {N}}} deux {\displaystyle {\mathcal {L}}}-structures, d'ensembles respectifs {\displaystyle M} et {\displaystyle N}. Un morphisme de {\displaystyle {\mathcal {M}}} dans {\displaystyle {\mathcal {N}}} est une application {\displaystyle m} de {\displaystyle M} dans {\displaystyle N} telle que :
- pour tout symbole de fonction {\displaystyle n}-aire {\displaystyle f\in {\mathcal {L}}} et pour tout {\displaystyle (a_{i})_{i}\in M^{n}} on a {\displaystyle m(f^{\mathcal {M}}(a_{i})_{i})=f^{\mathcal {N}}(m(a_{i}))_{i}} (y compris pour n = 0, qui correspond au cas des constantes) ;
- pour tout symbole de relation {\displaystyle n}-aire {\displaystyle R\in {\mathcal {L}}} et pour tout {\displaystyle (a_{i})_{i}\in M^{n}}, si {\displaystyle (a_{i})_{i}\in R^{\mathcal {M}}} alors {\displaystyle (m(a_{i}))_{i}\in R^{\mathcal {N}}}

{\displaystyle c^{\mathcal {N}}} désignant l'interprétation du symbole {\displaystyle c} dans la structure {\displaystyle {\mathcal {N}}}.

### Cas des monoïdes
Dans la catégorie des monoïdes, un morphisme est une application {\displaystyle f:(M,*,e)\longrightarrow (M',\star ,e')} entre deux monoïdes {\displaystyle (M,*,e)\,} et {\displaystyle (M',\star ,e')}, qui vérifie :
- {\displaystyle \forall (g,h)\in M^{2},~f(g*h)=f(g)\star f(h)} ;
- {\displaystyle f(e)=e'}.

### Cas des groupes
Dans la catégorie des groupes, un morphisme est une application {\displaystyle f:(G,*)\longrightarrow (G',\star )\,}, entre deux groupes {\displaystyle (G,*)\,} et {\displaystyle (G',\star )\,}, qui vérifie :
- {\displaystyle \forall (g,h)\in G^{2},~f(g*h)=f(g)\star f(h)}.

On se contente de cette unique condition car elle a pour conséquence {\displaystyle f(e)=e'} et {\displaystyle \forall x\in G,f(x^{-1})=(f(x))^{-1}}.

### Cas des anneaux
Dans la catégorie des anneaux, un morphisme est une application {\displaystyle f:A\to B} entre deux anneaux (unitaires), qui vérifie les trois conditions :
- {\displaystyle \forall a,b\in A,~f(a+_{A}b)=f(a)+_{B}f(b)} ;
- {\displaystyle \forall a,b\in A,~f(a*_{A}b)=f(a)*_{B}f(b)} ;
- {\displaystyle f\left(1_{A}\right)=1_{B}}.

dans lesquelles {\displaystyle +_{A}}, {\displaystyle *_{A}} et {\displaystyle 1_{A}} (respectivement {\displaystyle +_{B}}, {\displaystyle *_{B}} et {\displaystyle 1_{B}}) désignent les opérations et neutre multiplicatif respectifs des deux anneaux {\displaystyle A} et {\displaystyle B}.

### Cas des espaces vectoriels
Dans la catégorie des espaces vectoriels (en) sur un corps K fixé, un morphisme est une application {\displaystyle f:E\to F}, entre deux K-espaces vectoriels {\displaystyle (E,+_{E},\cdot _{E})} et {\displaystyle (F,+_{F},\cdot _{F})}, qui est linéaire c'est-à-dire qui vérifie :
- {\displaystyle f} est un morphisme de groupes de {\displaystyle (E,+_{E})} dans {\displaystyle (F,+_{F})} ;
- {\displaystyle \forall x\in E,~\forall \lambda \in K,~f(\lambda \cdot _{E}x)=\lambda \cdot _{F}f(x)},

ce qui est équivalent à :
{\displaystyle \forall (x,y)\in E\times E,~\forall \lambda \in K,~f(\lambda \cdot _{E}x+_{E}y)=\lambda \cdot _{F}f(x)+_{F}f(y)}.

### Cas des algèbres
Dans le cas de deux {\displaystyle K}-algèbres unifères {\displaystyle (A,+,\times ,.)} et {\displaystyle (B,{\dot {+}},{\dot {\times }},.)}, un morphisme vérifie :
- {\displaystyle f} est une application linéaire de {\displaystyle A} dans {\displaystyle B} ;
- {\displaystyle f} est un morphisme d’anneaux,

ce qui est équivalent à :
- {\displaystyle f(1_{A})=1_{B}} ;
- {\displaystyle \forall (x,y)\in A^{2},~\forall (\lambda ,\mu )\in K^{2},~f(\lambda .x+\mu .y)=\lambda .f(x){\dot {+}}\mu .f(y)} ;
- {\displaystyle \forall (x,y)\in A^{2},~f(x\times y)=f(x){\dot {\times }}f(y)}.

### Cas des ensembles ordonnés
Un morphisme entre deux ensembles ordonnés ( A, ⊑ ) et ( B, ≼ ) est une application f de A dans B croissante (qui préserve l'ordre), c'est-à-dire qui vérifie : pour tous x et y dans A tels que x ⊑ y, on a f(x) ≼ f(y),,.
La définition des morphismes d'ensembles préordonnés est identique.

### Cas des espaces topologiques
Dans la catégorie des espaces topologiques, un morphisme est simplement une application continue entre deux espaces topologiques. Dans le cadre topologique, le mot « morphisme » n'est pas utilisé, mais c'est le même concept.

### Cas des espaces mesurables
Dans la catégorie des espaces mesurables, un morphisme est une fonction mesurable.

## Classement
- Un endomorphisme est un morphisme d'une structure dans elle-même ;
- un isomorphisme est un morphisme {\displaystyle f} entre deux ensembles munis de la même espèce de structure, tel qu'il existe un morphisme {\displaystyle f'} dans le sens inverse, tels que {\displaystyle f\circ f'} et {\displaystyle f'\circ f} sont les identités des structures ;
- un automorphisme est un isomorphisme d'une structure dans elle-même ;
- un épimorphisme (ou morphisme épique ou epi[4]) est un morphisme {\displaystyle f:A\to B} tel que : pour tout couple {\displaystyle g,h} de morphismes de type {\displaystyle B\to E} (et donc aussi pour tout {\displaystyle E}), si {\displaystyle g\circ f=h\circ f}, alors {\displaystyle g=h} ;
- un monomorphisme (ou morphisme monique[4]) est un morphisme {\displaystyle f:A\to B} tel que : pour tout couple {\displaystyle g,h} de morphismes de type {\displaystyle E\to A} (et donc aussi pour tout {\displaystyle E}), si {\displaystyle f\circ g=f\circ h}, alors {\displaystyle g=h}.

Exemple : l'identité d'un ensemble est toujours un automorphisme, quelle que soit la structure considérée.